# Gröbenzell
Gröbenzell es un municipio de Alemania cerca de la ciudad de Múnich, ubicado en el distrito de Fürstenfeldbruck, en Baviera. Fue fundado en 1952 y tiene una población de 19.202 personas. Gröbenzell es comúnmente llamando la ciudad jardín, lo cual se encuentra ilustrado en su escudo de armas el cual tiene dos flores.

## Geografía

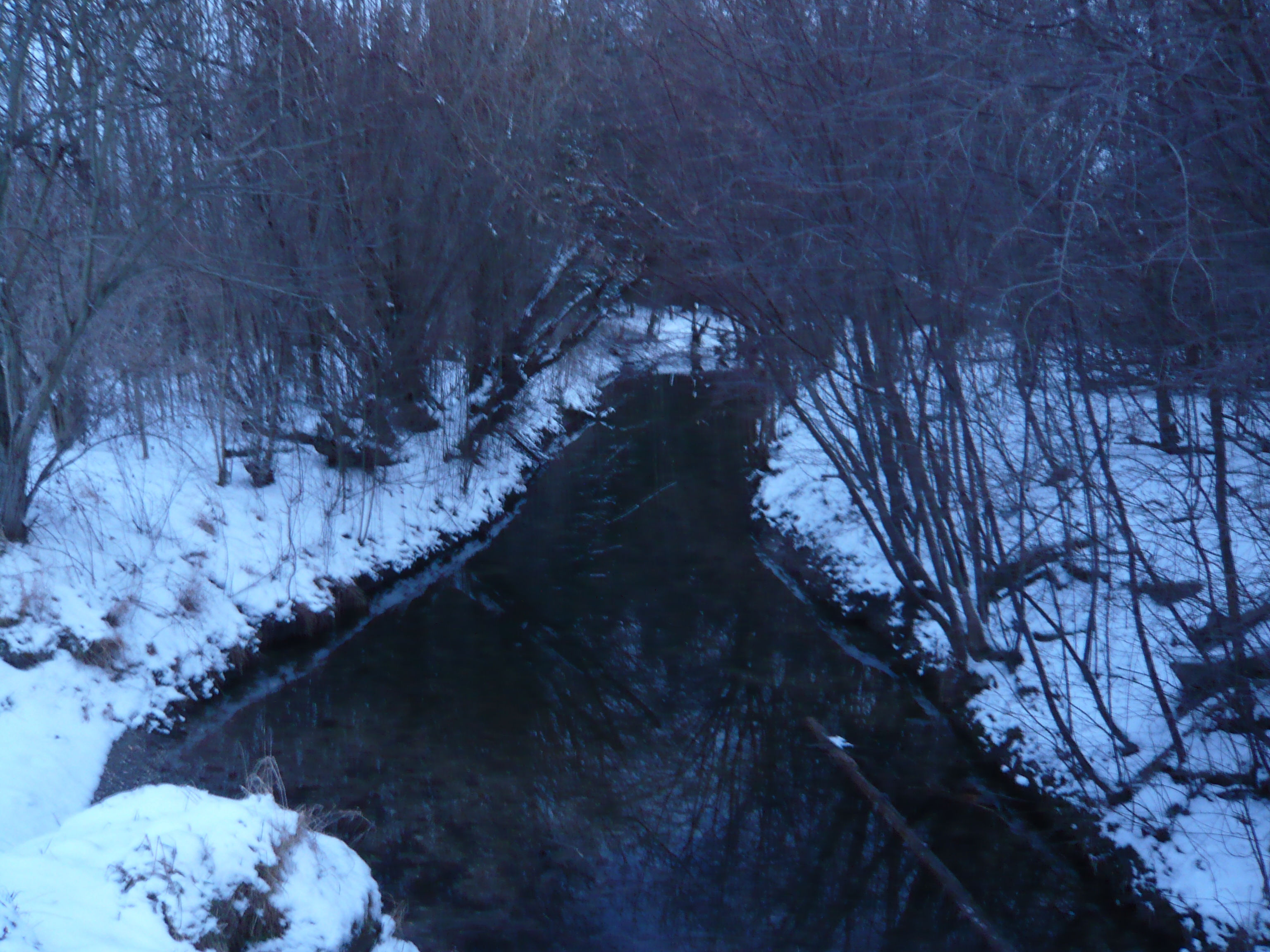
Riachuelo Loengrobenzell.

Gröbenzell está localizado en el arroyo Gröbenbach al margen del río Dachauer Moos, una zona que alguna vez fue predominantemente pantanosa. Desde fines del siglo XIX la mayor parte de la tierra fue desecada mediante drenaje. Hoy en día, la mayor parte del área circundante son granjas. Al norte y al sur de Gröbenzell encontramos pequeños lagos, que son utilizados como zonas de recreo por los residentes del área.

## Historia
El nombre de la ciudad fue documentado por primera vez en 1725. Se refería a una estación de peaje que fue construida cerca del arroyo de Gröbenbach para supervisar la construcción de una calle ubicada entre Lochhausen y Olching. En este sentido, la barrera de peaje o aduana y el arroyo aún pueden verse en el escudo de armas. Cuando en 1840 fue construido el tren de Múnich hacia Augsburgo, se asentaron en la región cortadores turba. Gröbenzell fue predominantemente un asentamiento para cortadores de turba hasta la Segunda Guerra Mundial. Tras la guerra se produjo un rápido crecimiento de Gröbenzell, pues muchos refugiados de Múnich y sus suburbios se trasladaron a la zona. En 1952 el pueblo de Gröbenzell fue fundado oficialmente, absorbiendo varios de los distritos de Múnich, tales como Puchheim, Olching y Geiselbullach.

## Ciudades hermanadas
- Pilisvörösvár, Hungría, (desde 1990)
- Garches, Francia, (desde 1994)